# Acacia pulcherrima
Acacia pulcherrima é uma espécie de leguminosa do gênero Acacia, pertencente à família Fabaceae.